# FC 로카르노

FC 로카르노(이탈리아어: Football Club Locarno)는 로카르노를 연고로 하는 스위스의 축구 클럽이다. 현재는 스위스의 6부 축구 리그인 2. 리가 (스위스)에 참가하고 있다.

## 선수 명단

### 현역
- 헴자 미후비(2016 ~ )

### 역대
틀:FC 로카르노 선수 명단
틀:2. 리가 (스위스)